# هيربرت لورانس بلوك
هيربرت لورانس بلوك (بالإنجليزية: Herblock)‏ المعروف باسم هيربلوك (13 أكتوبر 1909-7 أكتوبر 2001) كان رسام كاريكاتيري افتتاحيا ومؤلف مشهور بتعليقاته اللاذعة بشأن السياسة الداخلية والخارجية لبلاده.
خلال فترة عطائه التي استمرت أكثر من تسعة عقود، حاز هيرلبوك على العديد من الجوائز: منها ثلاث جوائز بولتزر تقديراً لرسوماته الكاريكاتيرية الافتتاحية في الأعوام التالية (1942،1954،1979)، وكذلك حاز جائزة بولتزر رابعة عام 1973 لخدماته العامة في قضية ووترغيت، وحصل على وسام الحرية الرئاسي عام (1994)، وعلى جائزة «مجتمع الكاريكاتير الوطني والكاريكاتير الافتتاحي» عامي 1957 و1960، وجائزة روبن عام 1956، وجائزة المفتاح الذهبي عام 1979.

## المهنة
كان بلوك أصغر اخوته الثلاثة المولودين في شيكاغو من ام كاثوليكية، تدعى (تيريزا لوب بلوك) وأب ينحدر من أصول يهودية يدعى (ديفيد جوليان بلوك) وهو كيميائي ومهندس كهربائي.(أصبح اخوه ريتش رئيس مصبغة صناعية اما اخيه بيل فقد كان مراسل صحافي لصحيفة شيكاغو تريبيون وبعدها عمل لصالح صحيفة شيكاغو صن.) شرع بدراسة الفنون حيث أخذ العديد من الصفوف في معهد شيكاغو حينما كان يبلغ من العمر أحد عشرة سنة وتبنى توقيع «هيربلوك» في الثانوية.
بعد تخرجه عام 1927, درس في كلية Lake Forest College لمدة عامين، وبعدئذٍ، تم تعيينه في عامه الثاني- بعد ان قام بعرض بعضٍ من رسوماته الكاريكاتيرية في الثانوية والكلية لصالح 
ولم يعد أبداً للمدرسة.
انتقل بلوك إلى مدينة كليفلاند في عام 1933 ليصبح هناك رئيس قسم الكاريكاتير في صحيفة Newspaper Enterprise Association, التي قامت بتوزيع رسوماته على نطاق محلي.
فاز بأول جائزة بولتزر في عام 1942, ثم قضى سنتين في الجيش انشغل خلالها بالصحافة ورسوم الكاريكاتير.بعد تسريحه، ترأس بلوك قسم  الكاريكاتير الافتتاحي لصالح واشنطن بوست التي عمل فيها حتى قضى نحبه بعد 55 عاماً

## روابط خارجية
- هيربرت لورانس بلوك على موقع IMDb (الإنجليزية)
- هيربرت لورانس بلوك على موقع الموسوعة البريطانية (الإنجليزية)
- هيربرت لورانس بلوك على موقع إن إن دي بي (الإنجليزية)